# Soikko (ö i Kajanaland, Kajana, lat 64,38, long 27,61)
Soikko är en ö i Finland. Den ligger i sjön Ule träsk och i kommunen Paldamo i den ekonomiska regionen  Kajana ekonomiska region  och landskapet Kajanaland, i den centrala delen av landet, 500 km norr om huvudstaden Helsingfors. Öns area är 0,5 hektar och dess största längd är 130 meter i sydväst-nordöstlig riktning.